# Alfredo A. Roggiano
Alfredo A. Roggiano (* 1919 in Chivilcoy; † 27. Oktober 1991 in Pittsburgh) war ein US-amerikanischer Dichter, Romanist und Hispanist  argentinischer Herkunft.

## Leben und Werk
Roggiano promovierte 1945 an der Universidad de Buenos Aires. Nach einem Forschungsaufenthalt in Madrid lehrte er an der Universidad Nacional de Tucumán. 1955 ging er in die Vereinigten Staaten und wurde Leiter des International Institute of Iberoamerican Literature / Instituto Internacional de Literatura Iberoamericana, sowie Herausgeber der Revista Iberoamericana. Von 1963 bis 1984 lehrte er als Professor für Spanisch an der University of Pittsburgh und verankerte dort auch die Revista Iberoamericana, die er bis zu seinem Tod betreute. Er starb als Distinguished Professor Emeritus.
Roggiano war Ehrendoktor der Nationalen Autonomen Universität von Mexiko (1988).  An der Universität Pittsburgh tragen ein Preis und eine Stiftung seinen Namen.

## Werke
- (Hrsg.) Manuel López Lorenzo,  Una Venganza feliz. Una Obra desconocida del teatro hispano-americano, Mexiko 1958
- Pedro Henríquez Ureña en los Estados Unidos, Mexiko 1961
- (Hrsg.) 40 inquisiciones sobre Borges, Pittsburg 1977 (Revista Iberoamericana 43, 100/101)
- (Hrsg.) Octavio Paz, Madrid 1979
- (Hrsg. mit Keith McDuffie) Texto-Contexto en la literatura iberoamericana, Madrid 1981
- Pedro Henríquez Ureña en México, Mexiko 1989
- Prisión o transparencia, Córdoba (Arg.) 1990 (Dichtung)